# به زندگی کشیده شده: نسخه باب‌اسفنجی شلوارمکعبی
به زندگی کشیده شده: نسخهٔ باب اسفنجی شلوار مکعبی یک بازی ویدیویی برای نینتندو دی اس است. این بازی بخشی از از بازی به زندگی کشده شده است و براساس مجموعه کمدی انیمیشن نیکلودئون باب اسفنجی شلوار مکعبی، به ویژه قسمت "Frankendoodle" ساخته شده است. این بازی توسط آلترون توسعه یافته و توسط تی اچ کیو منتشر شده است. در سال ۲۰۰۸ در آمریکای شمالی ، استرالیا ، اروپا و ژاپن منتشر شد.

## طرح
مشابه نحوه شروع اپیزود "Frankendoodle" ، یک هنرمند در دریا هنگام کار بر روی یکی از آثار هنری خود، به طور تصادفی دو مداد در اقیانوس می ریزد. یکی از مدادها روی پاتریک فرود می‌آید و پس از وحشت کوتاهی به یاد می‌آورد که این یک مداد جادویی است که نقاشی‌ها را زنده می‌کند. پاتریک همچنین به ویژه یکی از نقاشی‌ها را به خاطر می آورد که به دلیل شرایط قبلی، اجازه نقاشی ندارد. این نقاشی به نظر می‌رسد دودِل باب (در دوبله فارسی خط خطی نامیده شد) باشد، جایی که پاتریک ناخودآگاه او را ترسیم می کند تا بخاطر بسپارد که نقاشی ممنوع چیست.
دودلبوب زنده می‌شود و مداد پاتریک را می‌دزد و با دویدن به مرکز شهر بیکینی باتم برود، باعث ویرانی می‌شود. بعد از اینکه پاتریک باب اسفنجی را درباره بازگشت خط خطی مطلع کرد ، هر دو مداد دیگری را که از قبل افتاده بود پیدا می کنند و تصمیم می گیرند که برای جلوگیری از خط خطی یک قهرمان بکشند. سپس به بازیکن اختصاص داده می شود تا شخصیت خود را که در ادامه بازی بازی خواهد کرد، ترسیم کند. باب اسفنجی و پاتریک قهرمان را "شلوار خط خطی" می نامند. اندکی بعد، سپاهی از خط خطی های احضار شده توسط خط خطی از راه می رسد و باب اسفنجی را می رباید و باعث می شود پاتریک و قهرمان جدید شلوار خطی خطی به تعقیب و گریز بپردازند.
پس از نجات باب اسفنجی توسط شلوار خط خطی ، آنها به بیکینی باتم می رسند تا متوجه شوند که آن را نابود کرده اند. آنجاست که آنها اختاپوس را که ادعا می شود کلارینتش توسط ارتش خط خطی به سرقت رفته است، استخدام می کنند و خواستار تعمیر خانه اش می شوند.  سرانجام، آنها آقای خرچنگ را نجات می دهند، که دوباره رستوران آقای خرچنگ را که از نبود او بسته شده بود دوباره باز می کند.
پس از تعقیب خطی خطی از طریق جنگل  و دریای عمیق،  شلوار خط خطی و دیگران یک کشتی موشکی ترسیم کردند تا خطی خطی را به فضای خارج از کشور تعقیب کنند.  خط خطی ماكتی از بیكینی باتم را روی ماه ترسیم كرده بود، به قصد تصور گیجی.  آنها با خط خطی مقابله می کنند و پس از یک درگیری، ظاهراً او را می گیرند تا فقط در آخرین ثانیه در یک کشتی موشکی خودش فرار کند. شلوار خط خطی او را یک بار دیگر به یک سیاره دیگر تعقیب می کند و با مداد جادویی غول خط خطی را شکست می‌دهد.
وقتی اختاپوس تصمیم گرفت كه او را به پایان برساند ، باب اسفنجی متوجه شد كه خط خطی فقط به دلیل تمایل به دوستان، نسخه خود را از بیكینی باتم ایجاد كرد. باب اسفنجی تصمیم می‌گیرد صورت تهدیدآمیز خط خطی را پاک کند و چهره ای شادتر ترسیم کند و در نتیجه یک خط خطی دوستانه تر ایجاد کند. اختاپوس و باب اسفنجی و پاتریک با کشتی موشکی خود به بیکینی باتم برمی گردند و اکنون خط خطی و شلوار خط خطی که دوست شده اند زندگی می کنند و می توانند زندگی خود را در نسخه خط خطی بیکینی باتم به سر ببرند.

## گیم پلی
به زندگی کشیده شده: نسخهٔ باب اسفنجی شلوار مکعبی در هسته اصلی خود یک بازی پلتفرم دو بعدی است ، و بازی ای کاملاً شبیه به به زندگی کشیده است . در ابتدای بازی ، بازیکن با صفحه لمسی دی اس قهرمان می کشد تا بازی را شروع کند. در طول بازی ، به بازیکن اختصاص داده می شود که انواع مختلفی از سکوها و اشیا دیگر را که برای ضرب و شتم مورد نیاز است ، ترسیم کند ، که وقتی بازیکن سه پایه خالی را در سطح پیدا می کند ، نشان داده می شود یا بعضی اوقات بلافاصله به آنها اختصاص داده می شود. قهرمان سفارشی در مقایسه با بیشتر بازی ها قدرت مانور اساسی دارد ، به او توانایی پرش ، پوند زمین ، حمله یا "ریزه کاری کاراته" داده می شود که به طور مشابه در نمایش دیده می شود. از این حرکات برای انجام کارهایی مانند شکستن جعبه ها ، فشار دادن دکمه ها و حمله به دشمنان استفاده می شود.

## بازخورد
| گردآورنده | امتیاز |
| --------- | ------ |
| متاکریتیک | ۶۸/۱۰۰ |

| ناشر              | امتیاز |
| ----------------- | ------ |
| وان‌آپ.کام         | C−     |
| گیم‌پرو            | [ ۱ ]  |
| گیم‌زون            | ۷/۱۰   |
| آی‌جی‌ان            | ۷.۵/۱۰ |
| ان‌گیمر            | ۷۸٪    |
| نینتندو پاور      | ۷/۱۰   |
| مجله رسمی نینتندو | ۵۱٪    |
| VideoGamer.com    | ۸/۱۰   |

این بازی با توجه به تجمع بررسی متاکریتیک ، "متوسط" را کسب کرده.
1. 1 2  Oxford, Nadia (September 30, 2008). "Drawn to Life SpongeBob SquarePants Edition". GamePro. Archived from the original on October 2, 2008. Retrieved October 3, 2008.
2. ↑  Totilo, Stephen (February 27, 2008). "Exclusive: Next 'Drawn To Life' Set In SpongeBob SquarePants Universe". MTV. Archived from the original on January 20, 2016. Retrieved January 15, 2016.
3. ↑  "Drawn to Life: SpongeBob SquarePants Edition for DS Reviews". Metacritic. Archived from the original on November 23, 2015. Retrieved January 15, 2016.
4. ↑  Walker, Torrey (October 17, 2008). "Drawn to Life: SpongeBob SquarePants Edition Review". 1UP.com. Archived from the original on June 18, 2016. Retrieved January 15, 2016.
5. ↑  Bedigian, Louis (September 25, 2008). "Drawn to Life: SpongeBob SquarePants Edition - NDS - Review". GameZone. Archived from the original on October 1, 2008. Retrieved January 15, 2016.
6. ↑  Harris, Craig (September 19, 2008). "Drawn to Life: SpongeBob SquarePants Edition Review". IGN. Archived from the original on October 3, 2015. Retrieved January 15, 2016.
7. ↑  "Drawn to Life: SpongeBob SquarePants Edition". Nintendo Gamer: 68. December 2008.
8. ↑  "Drawn to Life: SpongeBob SquarePants Edition". Nintendo Power. 234: 104. November 2008.
9. ↑  "Drawn to Life: SpongeBob SquarePants Edition review". Official Nintendo Magazine: 103. November 2008.
10. ↑  Orry, Tom (September 29, 2008). "Drawn To Life: SpongeBob SquarePants [Edition] Review". VideoGamer.com. Archived from the original on March 29, 2016. Retrieved January 15, 2016.